# 174-я стрелковая дивизия (2-го формирования)

Карапетян Сергей Исаевич комдив. 1987.

174-я стрелковая дивизия — формирование (соединение, стрелковая дивизия) РККА (ВС СССР) во время Великой Отечественной войны. Участвовала в боях на западном направлении.

## История
Сформирована в июле 1942 года на базе 6-й стрелковой бригады как 174-й стрелковая дивизия (2-го формирования).

### Боевой путь
Участвовала в оборонительных боях на Дону за Коротояк — юго-западнее Воронежа).
Из воспоминаний о боях за Коротояк В. Г. Вартаняна.

«В июне 1942 года на Воронежском фронте немецко — фашистским войскам удалось вклиниться в нашу оборону и создать плацдарм на левом берегу Дона. В течение одной ночи гитлеровцы сосредоточили здесь огромные силы: танки, артиллерию и другую военную технику. Начались жестокие бои. Нанося мощные удары по противнику, наши войска постепенно окружали их. Решающие бои начались на рассвете 20 июля. Действуя на одном из участков фронта, дивизия Карапетяна стремительно атаковала противника, отрезав все пути к отступлению. Эта тяжёлая и кровопролитная битва закончилась блестящей победой наших войск. Дивизия уничтожила вражеский клин и освободила деревню Петропавловку. Необходимо также было отвоевать и Коротояк. Дивизия получила задание — имитировать переход через Дон, чтобы привлечь внимание противника. А в это время соседние части должны были обступить врага и нанести удар с правого фланга. Бойцы 174-й дивизии вели бой на правом берегу Дона. Нанося удары по противнику, они приближались к Коротояку. Для переправы через Дон были использованы все средства, имеющиеся под рукой. Одни переправлялись при помощи обыкновенных досок и брёвен. Значительная часть состава переправилась вплавь».
— http://pokrov3.narod.ru/muz.htm
С июля 1942 года в составе Воронежского фронта вела боевые действия против немецких войск на Дону. 5 августа 1942 года 6-я армия нанесла удар по войскам немецкой и венгерской армий, форсировала Дон и захватила на его правом берегу Сторожевский плацдарм (близ города Коротояк — юго-западнее Воронежа).
За период боёв за Петропавловку и Коротояк — июль, август и сентябрь — дивизия разгромила две — 75-ю и 336-ю немецкие и две — 4-ю и 12-ю венгерские пехотные дивизии, 685-й и 686-й отдельные пехотные полки немцев, два эскадрона кавалерии и 337-й отдельный полк венгров, ряд приданных им специальных частей и подразделений. Убито 64 штабных и обер-офицеров, в том числе один командир полка, 345 унтер-офицеров, около 18 тысяч солдат. Уничтожено 143 танка, 132 пушки и миномёта, 324 пулемёта, 183 грузовых автомашин, 112 повозок, много других видов оружия, боеприпасов и снаряжения. (Архив МО, фонд 1151, опись № 1, дело № 3, лист 1-2)
Действия дивизии под Петропавловкой и Коротояком отвлекли на себя значительные силы немцев с других направлений и участков фронта. По показаниям пленных гитлеровских офицеров, немецкое командование 6-7 августа перебросило на Коротояк с участка Воронежа 156 танков и два артиллерийских полка, а 10-14 августа было переброшено из Сталинградского направления более 120 танков.
За проявленную отвагу в боях за Отечество с немецкими захватчиками, за стойкость, мужество, дисциплину и организованность, за героизм личного состава 10 октября 1942 года была преобразована в 46-ю гвардейскую стрелковую дивизию.
Дивизия вошла в состав 3-й ударной армии, получили звание гвардейских все полки дивизии: 508-й полк стал 135-м гвардейским, 494-й — 139-м, 628-й — 141-м, 730-й — 97-м гвардейским артиллерийским полком.
Дивизия участвовала в освобождение Латвии.
Войну дивизия закончила как 46-я гвардейская стрелковая Краснознамённая дивизия.
В июле 1946 года 46-я гвардейская стрелковая Краснознамённая дивизия расформирована.

## Состав
- 494-й стрелковый полк,
- 508-й стрелковый полк,
- 628-й стрелковый полк,
- 30-й (598) артиллерийский полк,
- 179-й отдельный истребительно-противотанковый дивизион,
- 238-я зенитная автотранспортная рота,
- 429-й миномётный дивизион,
- 197-я отдельная разведывательная рота,
- 178-й отдельный сапёрный батальон,
- 331-й отдельный батальон связи,
- 162-й медико-санитарный батальон,
- 166-я отдельная рота химической защиты,
- 196-я автотранспортная рота,
- 294-я полевая хлебопекарня,
- 181-й дивизионный ветеринарный лазарет,
- 301-я полевая почтовая станция,
- 137-я полевая касса Госбанка.
- Боевой период: 9.7.42-10.10.42

## Подчинение
- на 01.06.1942 года — Резерв ставки ВГК — 6-я резервная армия
- на 01.07.1942 года — Резерв ставки ВГК — 6-я резервная армия
- C 01.08.1942 года — 6-я армия (СССР) Воронежского фронта

## Командование

### Командиры
- генерал-майор Карапетян, Сергей Исаевич с 4 мая 1942 по 7 февраля 1944
- генерал-майор Некрасов, Иван Михайлович с 8 февраля по 15 мая 1944
- полковник Васильев, Кузьма Андреевич с 16 мая по 22 ноября 1944
- генерал-майор Савчук, Валерий Иванович с 23 ноября 1944 по 9 мая 1945

### Начальники штаба
- полковник Хаустович, Пётр Сильверстович с июля по  ноябрь 1944

## Отличившиеся воины
- Дьяков, Иосиф Иванович, старший лейтенант, парторг стрелкового батальона 494-го стрелкового полка.
- Мурай, Григорий Ефремович, старший сержант, помощник командира взвода снайперов 508 стрелкового полка[4].

## Память
- Школьный музей села Покровки: музей Боевой Славы 46-й гв. сд и краеведения Покровской средней школы